# Waino Aanonsen
Waino Aanonsen (født 15. august 1981, også kendt som Waini) er en norsk håndboldspiller fra Bjorbekk lige udenfor Arendal. Han spiller for ØIF Arendal. Waino er venstrehåndet og spiller som højre kantspiller. Han har deltaget i Challenge Cup 2010-11 og Cup Winners' Cup 2011-12.